# Benzilpenicilina benzatina

Benzilpenicilina benzatina

A benzilpenicilina benzatina é uma forma de penicilina popularmente conhecida no Brasil como Benzetacil (nome comercial utilizado pela Eurofarma). É um antibiótico utilizado para tratar infecções bacterianas, disponibilizado em forma de suspensão injetável nas concentrações de 300.000 UI, 600.000 UI e 1.200.000 UI.
Após injeção intramuscular, ela é lentamente absorvida pela circulação e é hidrolisada à benzilpenicilina in vivo. Esta medicação é escolhida quando pequenas concentrações de benzilpenicilina são necessárias e apropriadas, permitindo ação antibiótica por 2 a 4 semanas após uma única dose.
Apesar da injeção do medicamento ser conhecida por ser bastante dolorida, é uma opção eficaz para o tratamento da sífilis e para a profilaxia da febre reumática e erisipela de repetição, também sendo usada no tratamento de amigdalites bacterianas estreptocócias. Apesar de ter tido diversos usos no passado, o desenvolvimento de resistência e o surgimento de novos antibióticos restringiu bastante o uso desse fármaco.[carece de fontes?] É contraindicado para pessoas com histórico de alergia a penicilinas.
O medicamento encontra-se descrito na Lista de Medicamentos Essenciais da OMS.